# Afy Fletcher
Afy Samantha Sharlyn Fletcher (* 17. März 1987 in Grenada) ist eine grenadische Cricketspielerin, die seit 2008 für das West Indies Women’s Cricket Team spielt.

## Kindheit und Ausbildung
Fletcher wuchs in Saint Andrew auf und interessierte sich früh für Cricket und Fußball. In der Schule spielte sie beides unter anderem in Jungenteams, da Mädchenteams fehlten.

## Aktive Karriere
Im Jahr 2002 wurde sie für Grenada nominiert, für das sie später auch als Kapitänin tätig war. Sie arbeitete sich unter anderem in das West Indies A-Team hoch, wo sie als Vize-Kapitänin spielte. Ihr Debüt in der Nationalmannschaft gab sie bei der Tour in Irland im Sommer 2008, wobei sie in ihrem ersten WODI 4 Wickets für 22 Runs erzielte. Bei der darauf folgenden Tour in den Niederlanden absolvierte sie ihr erstes WTwenty20. Im November 2008 konnte sie bei der Tour in Sri Lanka im ersten WODI 3 Wickets für 21 Runs erreichen. Nachdem sie keine guten Leistungen beim Women’s Cricket World Cup 2009 erzielen konnte, fiel sie aus dem Team und wurde zunächst nicht mehr für die Nationalmannschaft nominiert.
Im Mai 2015 kam sie wieder zurück ins Team, als sie für die Tour in Sri Lanka nominiert wurde. Daraufhin konnte sie sich wieder im Team etablieren und beim ICC Women’s World Twenty20 2016 gegen England 3 Wickets für 12 Runs erzielen. Im Oktober 2016 traf sie wieder auf England und konnte dabei im zweiten WODI 3 Wickets für 20 Runs erreichen. Beim Women’s Cricket World Cup 2017 konnte sie abermals gegen England 3 Wickets für 33 Runs erzielen.
Eine herausragende Leistung erzielte sie bei der Tour gegen Sri Lanka im Oktober 2017. In den WODIs konnte sie im ersten und zweiten Spiel jeweils 3 Wickets erzielen (3/42 und 3/24). Beim zweiten WTwenty20 der Tour konnte sie dann ihr erstes Five-for erreichen, als ihr 5 Wickets für 13 Runs gelangen. Dafür wurde sie als Spielerin des Spiels ausgezeichnet. Im März 2018 erzielte sie in Neuseeland 3 Wickets für 55 Runs im ersten WODI. Sie spielte unter anderem beim ICC Women’s World Twenty20 2018, konnte dort jedoch nicht herausstechen.
Im Februar 2019 konnte sie die WODI-Serie gegen Pakistan mit 3 Wickets für 17 Runs eröffnen. Darauf folgten bei der Tour in Irland im Mai 2019 4 Wickets für 14 Runs im ersten WTWenty20. Im Anschluss daran konnte sie bei der Tour in England 3 Wickets für 48 Runs im zweiten WODI erzielen. Es folgte die Nominierung für den ICC Women’s T20 World Cup 2020, bei dem sie nicht sehr erfolgreich war. Im Februar 2022 wurde sie für den Women’s Cricket World Cup 2022 nominiert. Dort gelangen ihr unter anderem 3 Wickets für 29 Runs gegen Bangladesch. Jedoch konnte sie auf Grund einer COVID-19-Infektion nach der erfolgreichen Vorrunde nicht am Halbfinale teilnehmen. Beim ICC Women’s T20 World Cup 2023 waren ihre beste Leistung 2 Wickets für 21 Runs gegen Irland.